# Pływanie na Letnich Igrzyskach Olimpijskich 2024 – 4 × 100 m stylem dowolnym mężczyzn
Sztafeta 4 × 100 m stylem dowolnym mężczyzn – konkurencja pływacka, która odbyła się podczas Letnich Igrzysk Olimpijskich 2024 w Paryżu. Eliminacje i finał zostały rozegrane 27 lipca 2024.

## Terminarz
| Data          | Godzina rozpoczęcia (CET) | Runda      |
| ------------- | ------------------------- | ---------- |
| 27 lipca 2024 | 12:26                     | Eliminacje |
| 27 lipca 2024 | 21:44                     | Finał      |

## Rekordy
Rekord świata i rekord olimpijski przed rozpoczęciem zawodów:
| Rekord            | Reprezentacja                                                                      | Czas    | Miejsce | Data             |
| ----------------- | ---------------------------------------------------------------------------------- | ------- | ------- | ---------------- |
| Rekord świata     | Stany Zjednoczone Michael Phelps · Garrett Weber-Gale · Cullen Jones · Jason Lezak | 3:08,24 | Pekin   | 11 sierpnia 2008 |
| Rekord olimpijski | Stany Zjednoczone Michael Phelps · Garrett Weber-Gale · Cullen Jones · Jason Lezak | 3:08,24 | Pekin   | 11 sierpnia 2008 |

## Wyniki

### Eliminacje
| Miejsce | Wyścig | Tor | Reprezentacja     | Zawodnicy                                                                                                  | Czas    | Uwagi |
| ------- | ------ | --- | ----------------- | --- | ------- | ----- |
| 1.      | 1      | 5   | Chiny             | Wang Haoyu (48,61) Chen Juner (48,10) Ji Xinjie (47,93) Pan Zhanle (46,98)                                 | 3:11,62 | Q     |
| 2.      | 2      | 4   | Australia         | Jack Cartwright (48,51) William Yang (48,39) Flynn Southam (47,91) Kyle Chalmers (47,44)                   | 3:12,25 | Q     |
| 3.      | 1      | 3   | Wielka Brytania   | Duncan Scott (48,61) Jacob Whittle (47,90) Alexander Cohoon (47,91) Thomas Dean (48,07)                    | 3:12,49 | Q     |
| 4.      | 2      | 5   | Stany Zjednoczone | Ryan Held (48,52) Matthew King (48,40) Hunter Armstrong (47,50) Caeleb Dressel (48,19)                     | 3:12,61 | Q     |
| 5.      | 2      | 3   | Kanada            | Finlay Knox (49,03) Yuri Kisil (48,34) Javier Acevedo (48,15) Joshua Liendo (47,25)                        | 3:12,77 | Q     |
| 6.      | 1      | 4   | Włochy            | Lorenzo Zazzeri (48,88) Leonardo Deplano (48,23) Paolo Conte Bonin (48,03) Manuel Frigo (47,80)            | 3:12,94 | Q     |
| 7.      | 1      | 6   | Węgry             | Nándor Németh (48,07) Szebasztián Szabó (48,02) Ádám Jászó (48,74) Hubert Kós (48,13)                      | 3:12,96 | Q     |
| 8.      | 1      | 7   | Niemcy            | Josha Salchow (48,56) Rafael Miroslaw (47,87) Luca Armbruster (48,29) Peter Varjasi (48,43)                | 3:13,15 | Q,    |
| 9.      | 1      | 2   | Hiszpania         | Sergio de Celis Montalbán (48,84) Luis Domínguez (48,27) César Castro (47,91) Mario Molla Yañes (48,17)    | 3:13,19 | NR    |
| 10.     | 2      | 6   | Brazylia          | Guilherme Santos (48,57) Marcelo Chierighini (48,21) Gabriel Santos (48,86) Breno Correia (48,58)          | 3:14,22 |       |
| 11.     | 2      | 1   | Serbia            | Velimir Stjepanović (49,10) Nikola Aćin (48,66) Justin Cvetkov (49,44) Andrej Barna (47,48)                | 3:14,68 |       |
| 12.     | 1      | 1   | Francja           | Hadrien Salvan (49,21) Rafael Fente-Damers (48,34) Guillaume Guth (48,66) W. Amazigh Yebba (48,63)         | 3:14,84 |       |
| 13.     | 1      | 8   | Polska            | Mateusz Chowaniec (49,13) Dominik Dudys (48,75) Bartosz Piszczorowicz (48,39) Kamil Sieradzki (48,67)      | 3:14,94 |       |
| 14.     | 2      | 7   | Izrael            | Tomer Frankel (48,60) Gal Cohen Groumi (48,22) Denis Loktev (48,87) Alexey Glivinskiy (49,72)              | 3:15,41 |       |
| 15.     | 2      | 8   | Szwecja           | Robin Hanson (49,09) Björn Seeliger (48,61) Elias Persson (48,71) Isak Eliasson (49,30)                    | 3:15,71 |       |
| 16.     | 2      | 2   | Grecja            | Andreas Wazeos (49,50) Panagiotis Bolanos (49,68) Stergios Marios Bilas (48,70) Odysseus Meladinis (49,59) | 3:17,47 |       |

### Finał
| Miejsce | Tor | Reprezentacja     | Zawodnicy                                                                                       | Czas    | Uwagi |
| ------- | --- | ----------------- | ----------------------------------------------------------------------------------------------- | ------- | ----- |
| 1 !     | 6   | Stany Zjednoczone | Jack Alexy (47,67) Chris Guiliano (47,33) Hunter Armstrong (46,75) Caeleb Dressel (47,53)       | 3:09,28 |       |
| 2 !     | 5   | Australia         | Jack Cartwright (48,03) Flynn Southam (48,00) Kai Taylor (47,73) Kyle Chalmers (46,59)          | 3:10,35 |       |
| 3 !     | 7   | Włochy            | Alessandro Miressi (48,04) Thomas Ceccon (47,44) Paolo Conte Bonin (48,16) Manuel Frigo (47,06) | 3:10,70 |       |
| 4.      | 4   | Chiny             | Pan Zhanle (46,92) Ji Xinjie (48,58) Chen Juner (48,10) Wang Haoyu (47,68)                      | 3:11,28 |       |
| 5.      | 3   | Wielka Brytania   | Matthew Richards (47,83) Jacob Whittle (48,54) Thomas Dean (47,72) Duncan Scott (47,52)         | 3:11,61 |       |
| 6.      | 2   | Kanada            | Josh Liendo (47,93) Yuri Kisil (48,18) Finlay Knox (48,26) Javier Acevedo (47,81)               | 3:12,18 |       |
| 7.      | 8   | Niemcy            | Josha Salchow (48,28) Rafael Miroslaw (47,66) Luca Armbruster (48,43) Peter Varjasi (47,92)     | 3:12,29 | NR    |
| 8.      | 1   | Węgry             | Nándor Németh (47,76) Szebasztián Szabó (48,46) Ádám Jászó (48,38) Hubert Kós (48,51)           | 3:13,11 |       |